# Богданов, Виктор Иванович (игрок в го)
Виктор Иванович Богда́нов (род. 1960) — мастер спорта России международного класса по игре го (1997), Заслуженный мастер спорта России (2003).

## Биография
В 1977 году начал заниматься го.
В 1984 году окончил экономический факультет Петрозаводского университета.
С 1985 года в составе президиума Российской федерации го, вице-президент федерации.
С 1991 года — преподаватель кафедры физического воспитания Петрозаводского университета.
Учётная запись на КГС — bogdvictor.

## Спортивная карьера
- Чемпион России (1986)
- Пятикратный чемпион Европы в командном зачёте (1988—2001)
- Трёхкратный победитель Кубка Европы (1997—2001)
- 8-е место в чемпионате мира среди любителей в 1996 году